# Copris macclevei
Copris macclevei är en skalbaggsart som beskrevs av Robert Warner 1990. Copris macclevei ingår i släktet Copris och familjen bladhorningar. Inga underarter finns listade i Catalogue of Life.